# Polizeiruf 110: Ronny
Ronny ist ein Fernsehfilm aus der Krimireihe Polizeiruf 110. Der vom MDR produzierte Beitrag ist die 404. Polizeiruf 110-Episode und wurde am 19. März 2023 im Ersten ausgestrahlt. Die Magdeburger Ermittlerin Doreen Brasch ermittelt in ihrem 17. Fall.

## Handlung
Der zehnjährige Ronny Hartwig lebt in einem Kinderheim. An seinem Geburtstag besucht er mit seinem neuen Mountainbike seine Mutter, Sabine Hartwig. Nach einem handgreiflichen Streit mit René Maier, dem neuen Partner seiner Mutter, verlässt Ronny das Haus. Als der Junge am Abend nicht im Heim ankommt, meldet die Heimleiterin Gaby Kleinschmidt ihn als vermisst. Kriminalhauptkommissarin Doreen Brasch ermittelt in einem Wettlauf gegen die Zeit.
Eine Überwachungskamera zeigt, dass Ronny am Abend mit seinem Fahrrad und blutverschmierter Jacke in die S-Bahn gestiegen und in Zielitz ausgestiegen ist. Gaby Kleinschmidts Sohn Gordon hat Ronny später noch getroffen. Angeblich wollte der Junge noch angeln gehen, vermutlich vom Boot des Heimerziehers Matthias Precht. Precht bestreitet sich mit Ronny verabredet zu haben. Bei ihm findet Brasch zwar eine illegale Hanf-Anpflanzung in der Garage, aber keine Spur von Ronny.
Gaby Kleinschmidt findet in ihrer Waschmaschine Gordons schmutzige Wäsche und das Messer, das Ronny als Geburtstagsgeschenk erhielt. Gordon gibt an, Ronny habe es ihm geschenkt. Auch er sei früher mit Precht angeln gewesen, wobei der Kinder belästigt habe. Daraufhin entlässt Kleinschmidt Precht.
Gegenüber Brasch schildert Gordon, wie Precht ihn missbraucht habe. Precht wird im Polizeipräsidium verhört und streitet die Missbrauchsvorwürfe ab. Er beschuldigt Gordon als einen Sadist und Lügner. Als er am Abend bei seinem Boot gewesen sei, hätte er festgestellt, dass ein Ruder fehlt und der Tank leer war.
Nachdem bei einer Befragung eine Mitschülerin Gordons ihn als Freak beschreibt, beobachtet Brasch, wie Gordon in einem einsamen Waldstück Ronnys neue Geldbörse verbrennt. Die Wohnung von Gaby und Gordon Kleinschmidt wird daraufhin durchsucht und Brasch stellt Gordon zur Rede. Er bietet der Kommissarin an, mit ihr allein nach Ronny zu suchen. Er lotst sie zu einer Stelle im Wald, wo sie eine Feuerstelle finden. Brasch fesselt Gordon und findet ganz in der Nähe Ronny. Der ist sehr geschwächt und wird in die Klinik gebracht, seine Mutter bleibt an seinem Bett.
In der Befragung durch Brasch gibt Gordon bei erdrückenden Beweisen zwar zu, mit Ronny zusammen auf dem Boot und dann im Wald gewesen zu sein. Die Fesselung von Ronny und seine Gewalttätigkeiten kann er sich und Brasch gegenüber aber nicht eingestehen.

## Hintergrund
Der Film wurde vom 22. Februar 2022 bis zum 1. April 2022 in Magdeburg gedreht.

## Rezeption

### Kritiken
Holger Gertz von der  Süddeutschen Zeitung  urteilte: „Eine Philosophie über Menschen, die sich gegenseitig schrecklich alleinlassen können. Für jenen Teil des Publikums, der Krimis immer nur danach beurteilt, ob sie denn auch schön hell ausgeleuchtet sind, wird's mal wieder zu dunkel sein. Aber "Ronny" ist genauso finster wie das Leben.“
Beim Spiegel meinte Christian Buß: „Wer Dialogpower und Lautstärke für ein befriedigendes Krimierlebnis braucht, wird hier nicht bedient. Der Film ist verbal und volumetechnisch runtergefahren. Und vielleicht ist das ganz gut so. Als am Ende im Vernehmungsraum das laute, schräge, gemeine Lachen der schuldigen Person erklingt, wünscht man sich sofort zurück ins stille kalte Nass der Flusslandschaft.“
Rainer Tittelbach von Tittelbach.tv schrieb: „Beziehungs- und gesellschaftskritisch relevant ist dieser ‚Polizeiruf‘ auch ohne pädagogischen Impetus und ohne eindeutige Botschaft. Dramaturgisch auffallend ist die kluge Interdependenz zwischen der Kommissarin und den Episodenfiguren. Sie ist der Motor der Handlung. Und dass dieser Motor wie geschmiert läuft, das liegt an einem Ensemble, das perfekt zusammengestellt wurde und bei dem jede(r) Einzelne, allen voran Claudia Michelsen, absolut überzeugt.“
bei der FAZ meinte Oliver Jungen: „Die Tat bleibt enigmatisch. Als Kriminalfall ist dieser ‚Polizeiruf 110‘ nur beschränkt originell, aber darum geht es nicht. Vielmehr ist Braren und Ott ein ergreifendes Trauerspiel gelungen, ein gesellschaftspsychologisches Drama der Versehrung und der Ausweglosigkeit, überzeugend gespielt und mit einem nachhallenden Schluss. ‚Ich weiß, dass ich eigentlich traurig sein sollte – aber ich bin’s nicht‘: Nach diesem Satz, das weiß Brasch, gibt es nichts mehr zu reden. Da beginnt die Finsternis.“

### Einschaltquoten
Bei der Erstausstrahlung von Polizeiruf 110: Ronny am 19. März 2023 verfolgten in Deutschland insgesamt 8,46 Millionen Zuschauer die Filmhandlung, was einem Marktanteil von 27,6 Prozent für Das Erste entsprach. In der als Hauptzielgruppe für Fernsehwerbung deklarierten Altersgruppe von 14–49 Jahren erreichte Ronny 1,49 Millionen Zuschauer und damit einen Marktanteil von 19,8 Prozent in dieser Altersgruppe.